# باباکلان
باباکلان، روستایی از توابع بخش مرکزی شهرستان گچساران در استان کهگیلویه و بویراحمد ایران است.

## مردم
روستایی با مردم ترک زبان و از طوایف یادکوری – آرخلو – دیزجانی – سلوگ لو و … کشکولی بزرگ از ایل بزرگ قشقایی و  لر زبان هایی از طوایف محمد صالح شوش باشت ، گشتاسبی دشمن زیاری کهگیلویه ، گنجه ای بویراحمدی و دشتستانی های شول بندر گناوه ، سالهاست  به خوبی و خوشی در کنار هم زندگی میکنند .

## جمعیت
بر اساس سرشماری مرکز آمار ایران در سال ۱۳۸۵، جمعیت آن ۱٬۴۳۱ نفر (۳۲۰خانوار) بوده‌است.